# Jacques Van Puyfelick
Jacobus Joannes (Jean Jacques, Jacob Johan en Jan Jaak) Van Puyfelick (Antwerpen, 7 februari 1802 – Brecht, 7 maart 1869) was een Belgisch geneesheer en politicus.

## Levensloop
Van Puyfelick trad in 1843 toe tot de Brechtse gemeenteraad. In 1849, na het overlijden van Jean Martin De Decker, werd hij er aangesteld tot burgemeester. Hij oefende het mandaat uit tot 1869. Hij werd opgevolgd als burgemeester door Jean-François Keysers. Van 1846 tot zeker in 1863 was hij inspecteur voor het lager onderwijs in de kantons Brecht, Ekeren en Zandhoven. Hij was ook voorzitter van het landbouwcomité van het kanton Brecht.
Onder zijn bestuur werd het voormalig gemeentehuis van Brecht gebouwd.
Hij was ridder in de Leopoldsorde.